# Karl Linke
Karl Linke (* 3. März 1889 in Bennungen; † 26. Januar 1962 in Berlin) war ein deutscher Pädagoge.

## Leben
Nach Besuch der Merseburger Präparandenanstalt von 1906 bis 1909 absolvierte er das Seminar in Weißenfels. Später wurde er zunächst Lehrer an einer dörflichen Schule im Mansfelder Land. Sein Bruder Oskar Linke vermittelte ihm nach Ende des Ersten Weltkrieges eine Lehrerstelle an der Fermersleber Schule im Magdeburger Stadtteil Fermersleben.
Linke gehörte zu den Gründungsmitgliedern der im Zeitraum 1919/20 gegründeten Magdeburger Arbeitsgemeinschaft sozialdemokratischer Lehrer (ASL) und wurde zu einem der führenden Mitarbeiter. Aktiv war er auch im Bund freier Schulgesellschaften Deutschlands, der 1920 in Elberfeld gegründet wurde. Linke stand den sozialdemokratischen Ideen zur Reform der Schulausbildung nahe, trat für eine Trennung von Kirche und Schule ein und war mit Adolf Grimme und Kurt Löwenstein, einem bekannten Schulreformer aus Berlin-Neukölln befreundet. Im Jahr 1924 wurde er Rektor an der Altstädter Sammelschule in Magdeburg.
1927 übernahm Linke, von Fritz Karsen berufen, die Leitung der achtstufigen Volksschule, die in den Neuköllner Schulkomplex rund um das „Kaiser-Friedrich-Realgymnasium“ eingegliedert wurde, das ab 1929/1930 Karl-Marx-Schule hieß. Linke wurde somit für Karsen zu einem wichtigen Verbündeten beim Umbau des „Kaiser-Friedrich-Realgymnasiums“ zu einer Einheitsschule, die durch diesen Schritt schulorganisatorisch und didaktisch vorangetrieben werden konnte.
Nach der Machtergreifung der Nationalsozialisten wurde der Bund freier Schulgesellschaften aufgelöst und Linke aus dem Schuldienst entlassen. Noch 1933 floh er mit einem Teil des Barvermögens des Bundes nach Frankreich, wohin auch Löwenstein und Karsen ins Exil gegangen waren. Er war, wie auch sein früherer Neuköllner Kollege Walter Damus, an der von Karsen in Paris gegründeten École nouvelle de Boulogne tätig, die jedoch 1937 wieder geschlossen wurde. Er war in Paris auch Mitglied im Verband deutscher Lehreremigranten.
Nach dem Scheitern der École nouvelle de Boulogne kehrte Linke zurück nach Berlin und arbeitete als Vertreter für Schulbedarf und Buchhändler. Im Zeitraum 1942/43 verlor er im Zweiten Weltkrieg durch einen Bombenangriff seine Wohnung und wurde mit seiner Familie in den Harz evakuiert.
Nach Kriegsende wurde er Oberregierungsrat und zum Leiter der Schulabteilung der Bezirksverwaltung Magdeburg berufen. Von 1946 bis 1948 leitete er die gleiche Abteilung im von Minister Ernst Thape geführten Volksbildungsministerium des Landes Sachsen-Anhalt mit Sitz Halle (Saale). Er sorgte dafür, dass diverse Reformpädagogen in verantwortlicher Funktion tätig werden konnten. Bereits 1950 wurde er auf Veranlassung der Sowjetischen Militäradministration jedoch von seiner Funktion entbunden und als Professor an die Pädagogische Hochschule Halle berufen. Schon im März 1950 floh er nach Westberlin. Zunächst war er als Lehrer tätig. 1951 wurde er Rektor in einer Wilmersdorferer Schule. Er engagierte sich in Initiativen, die Schulreformen anstrebten, und begründete eine Arbeitsgemeinschaft sozialistischer Lehrer.

## Werke
- Nachruf für Fritz Karsen. In: Berliner Lehrerzeitung 1951, Seite 284 ff.